# Ribes alpinum
Ribes alpinum es una especie de pequeño arbusto caducifolio perteneciente a la familia Grossulariaceae. Es originaria del centro y norte de Europa desde Finlandia y Noruega sur de los Alpes y Pirineos; en el sur confinado a grandes altitudes.

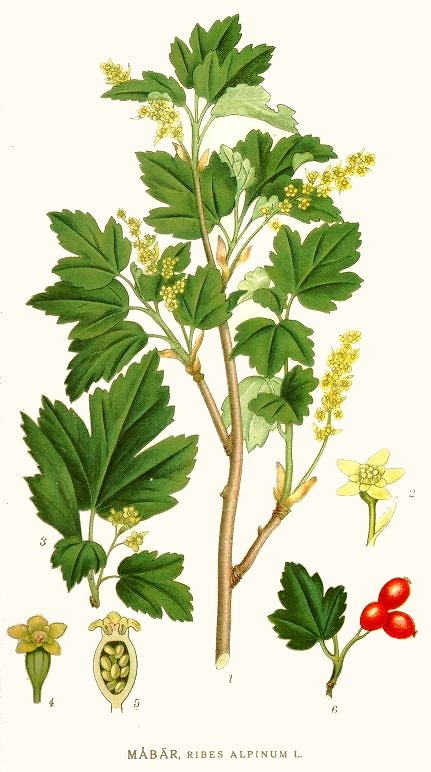
Ilustración

## Descripción
Es un arbusto que alcanza un tamaño de 0,5-1,5 m de altura, dioico, inerme. Tallos ± rectos, a veces intricados. Ramas glabras, de color gris plateado o ferruginoso pálido. Hojas (0,7)1-4,5(6) cm de anchura, de palmatífidas a palmatipartidas, con 3-5 lóbulos festoneados o inciso-serrados, el central atenuado en la base; cordadas, truncadas o raramente atenuadas en la base, con pelos glandulíferos largos y esparcidos, y eglandulíferos generalmente más cortos, aunque a veces estos últimos pueden faltar. Inflorescencia en racimos erectos, los masculinos (0,8)1,5-3(3,8) cm y hasta de 30 flores; los femeninos 0,5-2(2,5) cm, con 2-5(8) flores; ambos tipos llevan pelos glandulíferos abundantes en el eje; brácteas (2,5)3-6(6,5) mm de longitud, igual o mayor que la de las flores, lanceoladas u oblongas, glandulosas en el margen, algo escariosas. Flores de hasta 3,5 mm, funcionalmente unisexuales; pedicelos de longitud similar, glandulosos, articulados cerca de la base; hipanto acopado, glabro. Sépalos 1,5-2,5 mm, patentes, de oblongos a espatulados, algo desiguales, obtusos, glabros, verde-amarillentos. Pétalos de menos de 1 mm, de verdosos a purpúreos. Estambres algo más largos que los pétalos en las flores masculinas, más cortos y con anteras sin polen en las femeninas. Gineceo con ovario ovoideo en las flores femeninas; en las masculinas, reducido a los 2 estilos. Baya 5-7 mm, globosa, glabra, de color rojo y sabor dulce o insípido. Tiene un número de cromosomas de 2n = 16.

## Distribución y hábitat
Se encuentra en lugares umbríos, frescos y húmedos, en bosques caducifolios, matorrales, espinares abiertos, ribazos, setos, barrancos, grietas y cantiles rocosos; a una altitud de 400-2400 metros (3000 en Sierra Nevada). Europa (hasta el Cáucaso y N de Rusia) y Norte de África (Marruecos). Mitad septentrional de la península ibérica (excepto Galicia) y CW de la Península.

## Taxonomía
Ribes alpinum fue descrita por Carlos Linneo y publicado en Species Plantarum 1: 200–201. 1753.
Etimología
Ríbes: nombre genérico que según parece procede del árabe rabas; en persa rawas y rawash = nombre en oriente de un ruibarbo (Rheum ribes L., poligonáceas). Se afirma que ribes figura por primera vez en occidente en la traducción que Simón Januensis hizo, en la segunda mitad del siglo XIII, del libro de Ibn Sarab o Serapión –Liber Serapionis aggregatus in medicinis simplicibus...– y que este nombre fue adoptado por las oficinas de farmacia. En todo caso, se aplicó a plantas diferentes, cuales son los groselleros (Ribes sp. pl.), quizá por sus frutos ácidos y por sus propiedades medicinales semejantes.
alpinum: epíteto latíno que significa "que se encuentra en las montañas".
Sinonimia
- Grossularia alpestris Bubani
- Grossularia insipida Rupr.
- Liebichia alpina (L.) Opiz
- Liebichia gottsteinii Opiz
- Ribes alpinum subsp. lucidum (Kit.) Jasicováç
- Ribes lucidum Kit.
- Ribes pallidigemmum Simonk.
- Ribes scopolii Hladnik[5]

## Nombre común

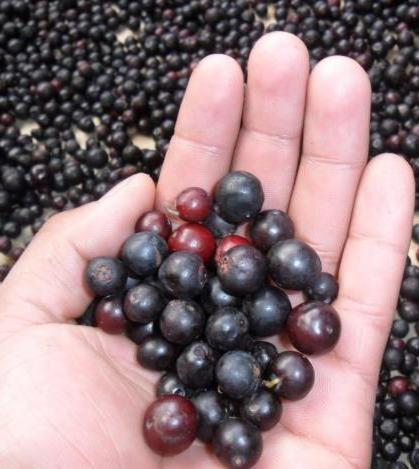
Agraz

- Castellano: agraz, agraz cascalleja, calderilla, cascalleja, cerecillo, cicerolas, corinto, cuco, cucos, curcubano, curcubanos, escrébene, esquiéndano, grosella, grosella alpina, grosella silvestre, grosellero, grosellero común, grosellero de los Alpes, grosellero de montaña, grosellero silvestre, grosello, gándaro, perillas, plumilla, raspanilla, rosella, rosellal, silingrémenes, tremoncillera, zaragüéndano, zarangüéngano.[6]